# Эттенхаузен-ан-дер-Зуль
Эттенхаузен-ан-дер-Зуль (нем. Ettenhausen an der Suhl) — община в Германии, в земле Тюрингия.
Входит в состав района Вартбург. Население составляет 467 человек (на 31 декабря 2010 года). Занимает площадь 5,37 км².